# Barbatula seyhanensis
Oxynoemacheilus seyhanensis là một loài cá vây tia thuộc họ Balitoridae.
Loài này chỉ có ở Thổ Nhĩ Kỳ.
Môi trường sống tự nhiên của chúng là sông ngòi.
Chúng hiện đang bị đe dọa vì mất môi trường sống.